# Fondation de l'assurance des dépôts bancaires d'Azerbaïdjan

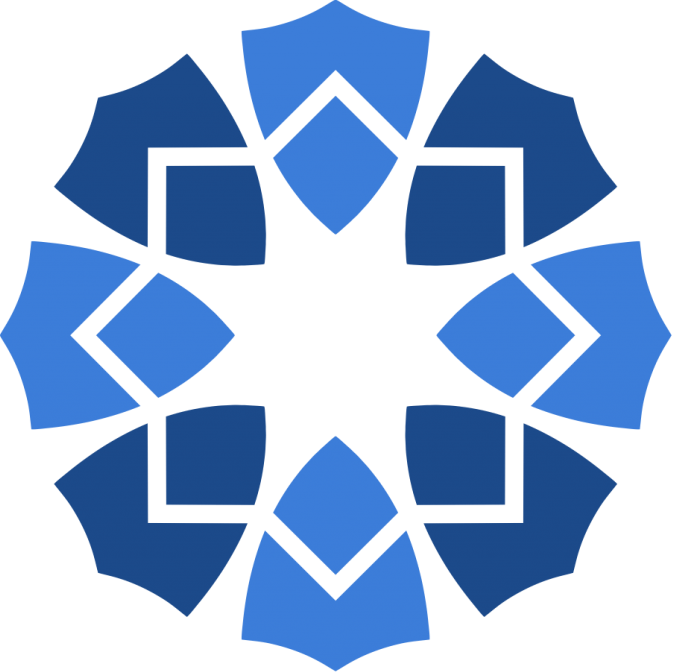
Nouveau logo moderne du Fonds d'assurance des dépôts d'Azerbaïdjan

La Fondation de l'assurance des dépôts bancaires d'Azerbaïdjan est un fonds chargé de la création d'un système d'assurance des dépôts, prévenant le risque de perte de dépôts de particuliers en cas de perte de solvabilité des banques ou succursales de banques étrangères, assurer la stabilité et le développement du système financier et bancaire de la République d'Azerbaïdjan.

## Histoire
La Fondation a été créée par ordre du Président de l'Azerbaïdjan en date du 9 février 2007 « Sur l'approbation et l'introduction de la loi « sur l'assurance des dépôts » », adopté par l'Assemblée nationale d'Azerbaïdjan le 29 décembre 2006.
Les principales activités de la Fondation consistent à collecter les primes d'assurance auprès des banques, à assurer la sécurité des dépôts en espèces du fonds et à payer les montants d'assurance aux déposants dans certains cas.

## Activité
Du 1er mars 2016 au 4 décembre 2020, le système d'assurance s'applique à l'ensemble du volume de dépôts de la population.
Selon la décision du Conseil d'administration du Fonds, à compter du 1er juin 2020, le taux maximum sur les dépôts bancaires de la population en monnaie nationale en Azerbaïdjan est augmenté de 10% à 12%.
Depuis 2020, le directeur exécutif de la Fondation est Tural Piriyev.